# Festuca pilgeri
Festuca pilgeri är en gräsart som beskrevs av St.-yves. Festuca pilgeri ingår i släktet svinglar, och familjen gräs. Inga underarter finns listade i Catalogue of Life.